# Alvar (landform)

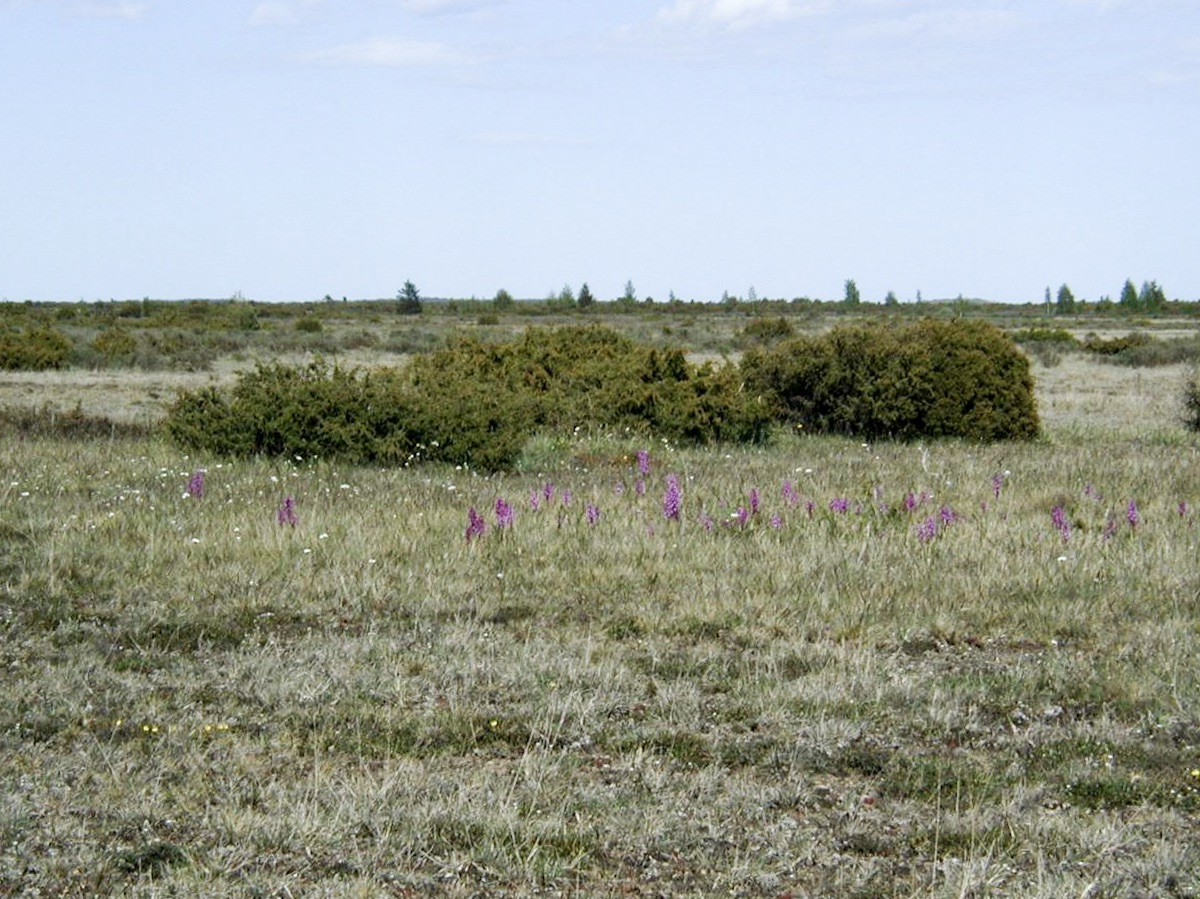
Stora alvaret på Öland

Alvar är en landskapstyp som består av ett tunt lager växtlighet på kalkstensberggrund och som inte lämpar sig för åkerbruk. Ordet hade denna betydelse redan i fornsvenskan, och i dag används det svenska ordet som vetenskaplig beteckning för denna landskapstyp även internationellt. Den vetenskapliga definitionen innebär också att kalkberggrunden har blivit mer eller mindre plant avslipad genom inlandsisens verkan. Alvarmark präglas av ett sommartorrt hemiborealt klimat – det vill säga att den tillhör den klimatzon där barrskog och ädellövskog växer blandade. Alvarbiotoper utmärks av en karakteristisk flora och fauna.

## Geografisk utbredning
Mest utpräglat är alvarlandskapet på Ölands ordoviciska kalkstensgrund. Ett cirka 255 kvadratkilometer stort område i öns sydliga del är Stora alvaret. Detta tilldelades år 2000 tillsammans med det angränsande odlingslandskapet en plats på Unescos världsarvslista.
Mindre alvarområden finner man i Västergötland, på norra Öland och i Gotlands silurkalkområden. Av jordklotets cirka 995 kvadratkilometer alvar finns cirka 665 kvadratkilometer i Sverige. Estlands cirka 160 kvadratkilometer alvar befinner sig framför allt på silurkalköarna Ösel, Dagö och Moon (Muhu).I Ryssland finns ett litet område sydväst om Sankt Petersburg. Nordamerikas cirka 110 kvadratkilometer alvarmark finns på ordovicium-silur-bågen söder om den kanadensiska urbergsskölden vid de stora sjöarna, i Ontario, Michigan, Ohio och staten New York.
Storleksangivelserna är ungefärliga eftersom alvarlandskapet ständigt förändras genom naturens och människans påverkan. I Estland har sedan 1930 cirka 270 kvadratkilometer alvarmark gått förlorad genom statligt planerade nyodlingsprojekt i samband med kollektiviseringen. Men även om alvarlandskapen lämnades åt sig själva skulle de förändras genom naturliga processer. Buskar skulle breda ut sig tills de första träden kunde slå rot. På så sätt skulle alvaret bli till skog om det inte utsattes för människans påverkan. Stora alvaret har sedan medeltiden bevarat sin karaktär tack vare intensivt bete.

## Särarten för Stora Alvaret på Öland
Speciella klimatförhållanden på Öland inverkar på kalkstensgrundens vegetation och skapar dess särart. Efter en vinter med långvarig frost och hårda vindar följer en vår med relativt små regnmängder. Sommaren är het och torr, och även hösten ger knappa mängder regn. Många alvararter anpassar sig till den korta tiden med gynnsamma växt- och fortplantningsvillkor, till exempel med förhöjd fotosyntes, så att deras frön redan har mognat när den tidiga torrperioden börjar. Som en följd av detta är vårens blomningstid kort och färgstark med talrika arter på vidsträckta ytor. Här kan nämnas gräslök (Allium schoenoprasum var. oelandicum) som bildar en violett matta, det vita brudbrödet (Filipendula vulgaris), gul och vit fetknopp (Sedum acre och Sedum album) samt en rad orkidéarter, av vilka Adam och Eva (Dactylorhiza sambucina) med sina gula och röda blommor utgör en turistattraktion.
Samspelet mellan klimat och jordmån på alvaret skapar också tätt sammanträngda biotoper av de mest skilda slag. På de till synes nakna hällarna lever cyanobakterier (till exempel Gloeocapsa spec.) och närmare hundra lavarter. I skrevorna mellan hällarna där det samlats vittringsgrus och humus har man funnit upp till 51 fanerogama växtarter per kvadratmeter. På korta avstånd växlar berggrundens förvittringsgrad mellan grovt, kornigt eller fint grus och den nästan svarta myllan, som är typisk för förvittrad kalksten. På samma sätt varierar tjockleken på det skikt som täcker berggrunden från några millimeter till flera decimeter. Där jordlagret på berggrunden är tunt torkas det ut av sommarhettan och sätts i rörelse av vinterfrosten; det piskas så att säga till puckel- eller vågliknande former . De arter som lever på sådana tunna jordlager anpassas även till denna stressfaktor.
Markens genomsläpplighet för vatten varierar också kraftigt. På karstberggrund sipprar regnvattnet bort, och ytan torkar snabbt ut. På andra områden kan vattnet inte tränga djupare ner i jorden, och rester av silikatmorän kan även hindra det från att rinna av åt sidorna. Så uppstår fuktiga områden med yppig gräs- och buskvegetation. Det bildas även kalkträsk med slammiga mattor av mossorna Scorpidium scorpioides och Pseudocalliergon turgescens på botten samt stora bestånd av starr (Carex elata), vass (Phragmites australis) och ag (Cladium mariscus). Ibland bildas till och med grunda sjöar som Möckelmossen mellan Resmo och Stenåsa eller Knisa mosse vid Sandvik. På sommaren krymper visserligen sådana fuktiga områden ihop, men allt torkar inte ut helt och hållet, utom möjligen under de "katastrofsomrar" som infaller vart sjunde till tionde år.[källa behövs] Sådana områden är ofta häckplatser för sjö- och vadarfåglar och rastplatser för tranor.
I förhållande till markens djup och genomfuktning uppstår de mest olikartade artgrupper med skilda överlevnadsstrategier gentemot konkurrenter, och gentemot stressfaktorer som extrema temperaturer, näringsbrist och uttorkning, såväl som gentemot människans inverkan, till exempel genom djurbete eller avverkning. Samverkan mellan de geologiska faktorerna och alvarklimatet med hårda vintrar, måttlig nederbörd och heta, torra somrar skapar geobotaniskt märkliga fenomen, såsom en större förekomst av endemiska arter samt reliktarter som påträffas isolerade på alvaret, långt från övrig nutida förekomst. Listan över dessa arter är anmärkningsvärd.

### Endemiska arter på Öland och/eller Gotland
| Vetenskapliga namn                      | Öland | Gotland |
| --------------------------------------- | ----- | ------- |
| Allium schoenoprasum var. alvarense     | Ja    | Ja      |
| Anemone pulsatilla ssp. gotlandica      | Nej   | Ja      |
| Arenaria gothica                        | Nej   | Ja      |
| Artemisia oelandica                     | Ja    | Nej     |
| Crepis tectorum ssp. pumila             | Ja    | Ja      |
| Eleocharis uniglumis ssp. sterneri      | Ja    | Ja      |
| Festuca rubra ssp. oelandica            | Ja    | Ja      |
| Galium oelandicum                       | Ja    | Nej     |
| Helianthemum oelandicum var. canescens  | Ja    | Nej     |
| Helianthemum oelandicum var. oelandicum | Ja    | Nej     |
| Lychnis alpina var. oelandica           | Ja    | Nej     |
| Senecio jacobaea ssp. gotlandicus       | Ja    | Ja      |
| Silene uniflora ssp. petraea            | Ja    | Ja      |

### Reliktarter på Öland och/eller Gotland

#### Arktiskt-alpina
| Vetenskapliga namn     | Öland | Gotland |
| ---------------------- | ----- | ------- |
| Asplenium viride       | Ja    | Nej     |
| Draba incana           | Ja    | Ja      |
| Lychnis alpina         | Ja    | Nej     |
| Poa alpina             | Ja    | Ja      |
| Potentilla crantzii    | Ja    | Ja      |
| Thamnolia vermicularis | Ja    | Ja      |

#### Sydvästeuropeiska
| Vetenskapliga namn                        | Öland | Gotland |
| ----------------------------------------- | ----- | ------- |
| Baldellia ranunculoides                   | Ja    | Ja      |
| Globularia vulgaris                       | Ja    | Ja      |
| Plantago uniflora (= Littorella uniflora) | Ja    | Ja      |
| Teesdalia nudicaulis                      | Ja    | Ja      |

#### Mediterrana
| Vetenskapliga namn     | Öland | Gotland |
| ---------------------- | ----- | ------- |
| Anthericum liliago     | Ja    | Nej     |
| Anthericum ramosum     | Ja    | Ja      |
| Apera interrupta       | Ja    | Ja      |
| Fumana procumbens      | Ja    | Ja      |
| Hippocrepis emerus     | Ja    | Ja      |
| Hornungia petraea      | Ja    | Ja      |
| Orobanche alba         | Ja    | Ja      |
| Petrorhagia prolifera  | Ja    | Ja      |
| Sisymbrium supinum     | Ja    | Ja      |
| Tragopogon crocifolius | Nej   | Ja      |
| Veronica praecox       | Ja    | Ja      |

#### Sydösteuropeiska
| Vetenskapliga namn        | Öland | Gotland |
| ------------------------- | ----- | ------- |
| Allium lineare            | Ja    | Nej     |
| Anemone pratensis         | Ja    | Ja      |
| Asperula tinctoria        | Ja    | Ja      |
| Aster linosyris           | Ja    | Ja      |
| Gypsophila fastigiata     | Ja    | Ja      |
| Inula ensifolia           | Nej   | Ja      |
| Plantago tenuiflora       | Ja    | Nej     |
| Polygala comosa           | Ja    | Ja      |
| Prunella grandiflora      | Ja    | Ja      |
| Ranunculus illyricus      | Ja    | Nej     |
| Vincetoxicum hirundinaria | Ja    | Ja      |
| Viola pumila              | Ja    | Ja      |

#### Kontinentala/sibiriska
| Vetenskapliga namn                   | Öland | Gotland |
| ------------------------------------ | ----- | ------- |
| Artemisia rupestris                  | Ja    | Ja      |
| Oxytropis campestris ssp. campestris | Ja    | Ja      |

#### Cirkumpolära
| Vetenskapliga namn                           | Öland | Gotland |
| -------------------------------------------- | ----- | ------- |
| Carex obtusata                               | Ja    | Nej     |
| Dasiphora fruticosa (= Potentilla fruticosa) | Ja    | Ja      |
| Sanguisorba officinalis                      | Nej   | Ja      |

## Alvarets utseende
För ett otränat öga kan alvaret först framstå som ett enformigt landskap, men dess geologiska och botaniska mångsidighet har tillsammans med årstidernas och väderlekens växlingar inspirerat och avbildats av åtskilliga bildkonstnärer sedan slutet av 1800-talet. Från horisont till horisont sträcker sig en slätt utan människoboningar, beströdd med enstaka buskar, framför allt en, men även ölandstok, stenros, rundhagtorn och slån. Man ser även några få lågväxta och vindpinade träd som oxel, ask, tall och björk. Här och där ligger flyttblock. Stora alvaret genomkorsas av midjehöga, snörräta murar, sammansatta av huvudstora, rundade och lavprydda granitstenar och flata kalkstensplattor. Graniten är beväxt med helt andra lavar än kalkstenen, som alltid fläckas av två olika skorplavar, den skarpt vita Aspicia calcarea och den kolsvarta Placynthium nigrum. Murarna uppfördes på 1800-talet av byarna kring alvaret, vilka från vår till höst använde ägorna till bete för nötkreatur, får och ibland även hästar.

## En sociologisk aspekt på alvarets vegetationshistoria
På 1800-talet var alvaret nästan utan buskar och träd, vilket inte enbart berodde på det omfattande betet. En annan faktor var fattigdomen. Antalet egendomslösa efterlevande till arvlösa bondsöner som bodde i malmarna i byarnas utkanter växte, och för uppvärmning och matlagning var dessa hänvisade till vad som kunde insamlas på alvaret: i lyckliga fall riktig ved från något överblivet träd, men vanligen bara risknippen och otorkad kodynga.
Med sekelskiftet 1900 ändrade sig detta. En del av malminvånarna fann arbete i industrier som uppstod på fastlandet, och många sköljdes med i den stora utvandrarvågen till Amerika. Kort därefter påbörjades mekaniseringen och intensifieringen av jordbruket, men endast i alvarets utkanter gjorde man försök att med hjälp av de nya metoderna göra marken odlingsbar. Det egentliga alvaret överlämnades mer och mer åt sig självt och förbuskades, huvudsakligen av en, och slutligen tilltog även tillväxten av skog.
Utvecklingen hotade att reducera alvarets artmångfald. I en del äldre litteratur finner man åsikten att det är näringsrikedomen i själva kalken med dess högre pH-värde som leder till den påtagligt högre artrikedomen, i jämförelse med silikatområden med deras lägre pH-värde. Nyare forskning anser däremot att det är kalkrikedomen som gör kalkjorden särskilt fattig på mineralhaltig växtnäring, framför allt på fosfor. Till denna brist skulle de "kalkälskande" växterna under evolutionens gång ha anpassat sig. Deras överlevnadsstrategi bestod inte i effektivt utnyttjande av kalken som resurs, utan i högre stresstolerans under näringsfattiga betingelser. I varje fall är det obestridligt att de påstått kalkälskande växterna är oförmögna att anpassa sig till näringsrika förhållanden.. 
Under senare hälften av 1900-talet satte naturskyddet stopp för dessa hotande tendenser. Verksamma medel för att åter göra alvaret till ett öppet landskap visade sig vara övervakade skogsbränder (dessa tillgriper man dock endast i Nordamerika), avbuskningsprojekt samt statliga betespremier, det vill säga att bönder betalas ersättning för att hålla betesdjur på alvaret.

## Stora Alvaret som en del av Unescos världsarv Södra Ölands odlingslandskap
Ansträngningarna att skydda alvarets egenart motiveras och har intensifierats ytterligare sedan år 2000 av att hela södra Öland förlänades en plats på Unescos världsarvslista. Detta stycke land är ett kulturarv och helt beroende av människan och hennes djur. Det är markanvändningen och markindelningen som gör södra Öland unikt. Unescos motivering:
| ” | Dagens landskap på Södra Öland är präglat av sin långa kulturhistoria samt av de geologiska och topografiska förhållandena. Södra Ölands odlingslandskap är ett enastående exempel på hur människan nyttjar öns mångformiga landskap på bästa möjliga sätt. | „ |

Betesmarkerna (Alvaret och sjömarkerna) framstår här som en del av en helhet som även omfattar radbyarna och åkerjorden. Dessa byar utmärker sig genom okonstlade och solida träbyggnader i falurött. Västerut sänker sig fruktbar åkermark och skog mot Kalmarsund. På östra sidan sträcker sig först åkrar och sedan frodiga beten, som flackt sluttar mot Östersjön. Dessa sjömarker är lika exceptionellt artrika på fåglar som alvaret är på växter.
Hela området har en gammal kulturhistoria. Redan under stenåldern (cirka 3000 f.Kr.) bedrevs här lantbruk. Rester av fornborgar och boplatser på och vid sidan av Stora alvaret vittnar om detta. Radbyarnas sockenindelning fastställdes huvudsakligen under medeltiden.